# 奧斯皮納
奧斯皮納是哥倫比亞的城鎮，位於該國西南部，由納里尼奧省負責管轄，始建於1664年10月1日，面積56平方公里，2005年人口8,233，人口密度每平方公里147.02人。
1°03′45″N 77°34′09″W / 1.0625°N 77.5692°W